# Județ
Un județ (AFI: [ʒuˈdet͡s]) es una división administrativa de Rumania, que fue también usada durante algún tiempo en Moldavia. En castellano puede encontrarse traducido como distrito o condado.
El nombre deriva del rumano jude (del latín judicis), que era un oficial boyardo con poderes administrativos y judiciales en los principados danubianos, que aproximadamente corresponde tanto a juez como a alcalde.